# خبز مالطي

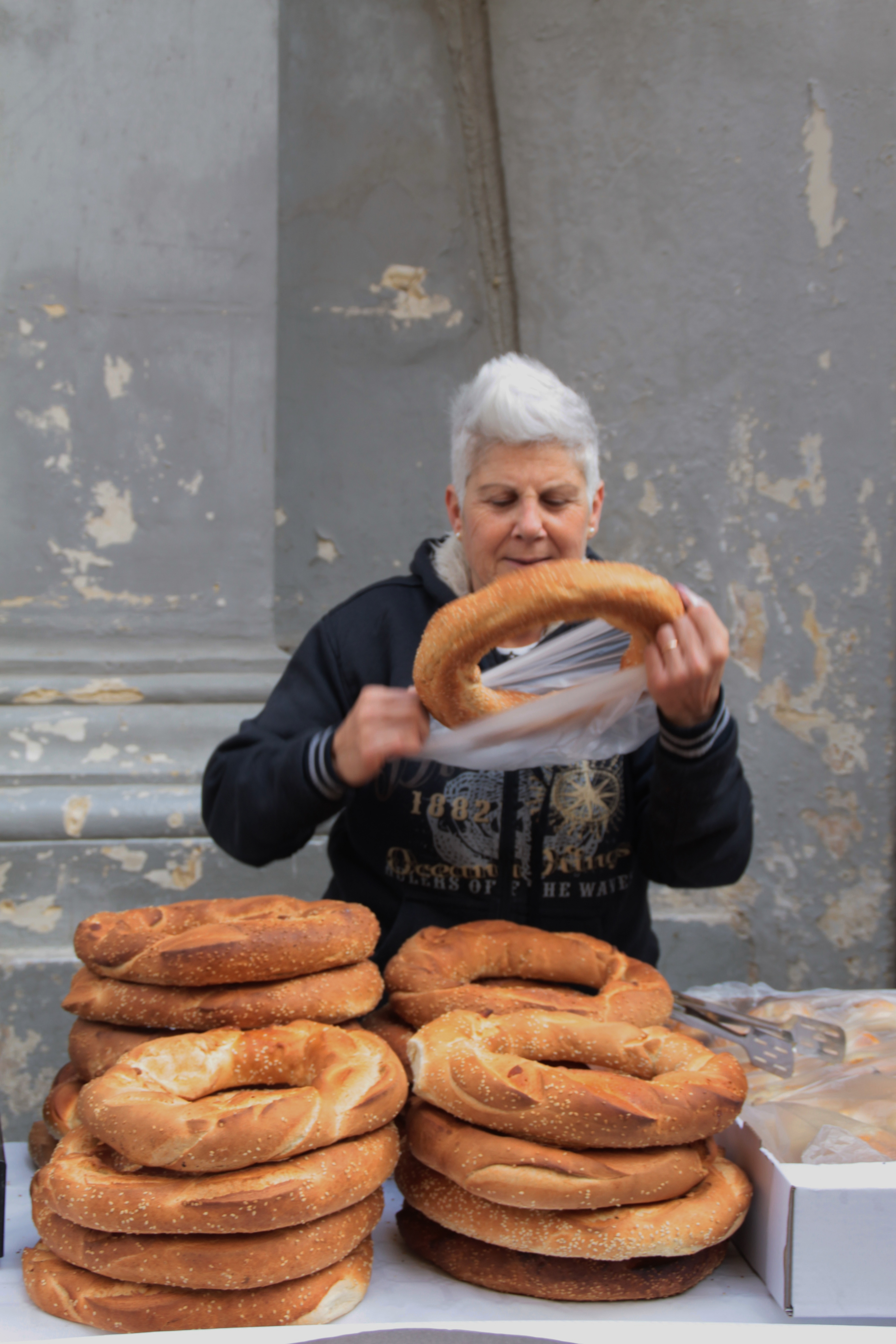

الخبز المالطي ((بالمالطية: Il-Ħobż tal-Malti)‏ ، Tal-malti) عبارة عن خبز من العجين المخمر ينتشر في مالطا، يُخبز عادةً في أفران الحطب. يؤكل عادة بزيت الزيتون (Ħobż biż-żejt)، حيث يُفرك الخبز بالطماطم (كما هو الحال مع الطماطم الكاتالونية با امب توماكيهpa amb tomàquet) أو معجون الطماطم، ويُرش بزيت الزيتون ويُملأ بمزيج من التونة والزيتون، نبات الكبر، البصل، البيجلة، البيجنة. تعتبر ممارسة صنع الخبز «فنًا يحتضر».

## في قورمي
قورمي هي المدينة الرئيسية لصناعة الخبز في مالطا، وفيها عدد كبير من المخابز. خلال فترة حكم فرسان الإسبتارية، كانت تُعرف باسم كاسال فورنارو وتعني منطقة الخبازين. في الوقت الحاضر، يقام مهرجان سنوي، Lejl f'Casal Fornaro (ليلة في Casal Fornaro)، في Qormi في يوم السبت 3 أكتوبر.

## دور الخبز في السياسة المالطية
تشير بعض أقدم الروايات الوصفية لمالطا إلى اعتماد سكان الجزيرة على الخبز من أجل البقاء. يُعتقد أن تأثير تحرير الحكومة الاستعمارية البريطانية لاستيراد الحبوب في عام 1837 وفشلها في توفير المواد الغذائية الأساسية في أعقاب الحرب العالمية الأولى عاملين مرتبطين بأعمال شغب سيت جيوجنو.

## الخبز فياللغة المالطية
هناك عدد من العبارات الاصطلاحية في اللغة المالطية تتعلق بالخبز كأساس للبقاء على قيد الحياة.
- ((بالمالطية: ħobżu maħbuż)‏) خبزه مخبوز ، أي أن الإنسان ميسور الحال.
- ((بالمالطية: tilef ħobżu)‏)، فقد خبزه ، أي فقد الشخص وظيفته.
- ((بالمالطية: x'ħobż jiekol dan?)‏)، [9] أي خبز يأكل؟ ، وهو تعبير يستخدم عند الاستعلام عن شخصية الشخص.
- ((بالمالطية: jeħtieġu bħall-ħobż li jiekol)‏)، يحتاجها مثل خبزه اليومي ، الذي يستخدمه الإنسان عندما يكون في حاجة ماسة إلى شيء ما.
- ((بالمالطية: ħaga li fiha biċċa ħobż ġmielha)‏)، وهو الشيء الذي يوفر الكثير من الخبز ، ويستخدم لوصف مسعى مربح.
- ((بالمالطية: ma fihiex ħobż)‏)، لا توفر أي خبز ، تستخدم لوصف مشروع غير ربحي.

## أنظر أيضا
- فورني ديلا سيجنوريا
- قائمة الخبز